# 智慧城市論壇
智慧社区論壇（英語：Intelligent Community Forum，簡稱 ICF），是一家研究政策的非营利組織，專注在寬頻網路經濟的就業機會與經濟發展。組織發展專注在寬頻網路的經濟效益、社群最佳實踐及年度智慧社区城市評比獎項。

## 任務使命

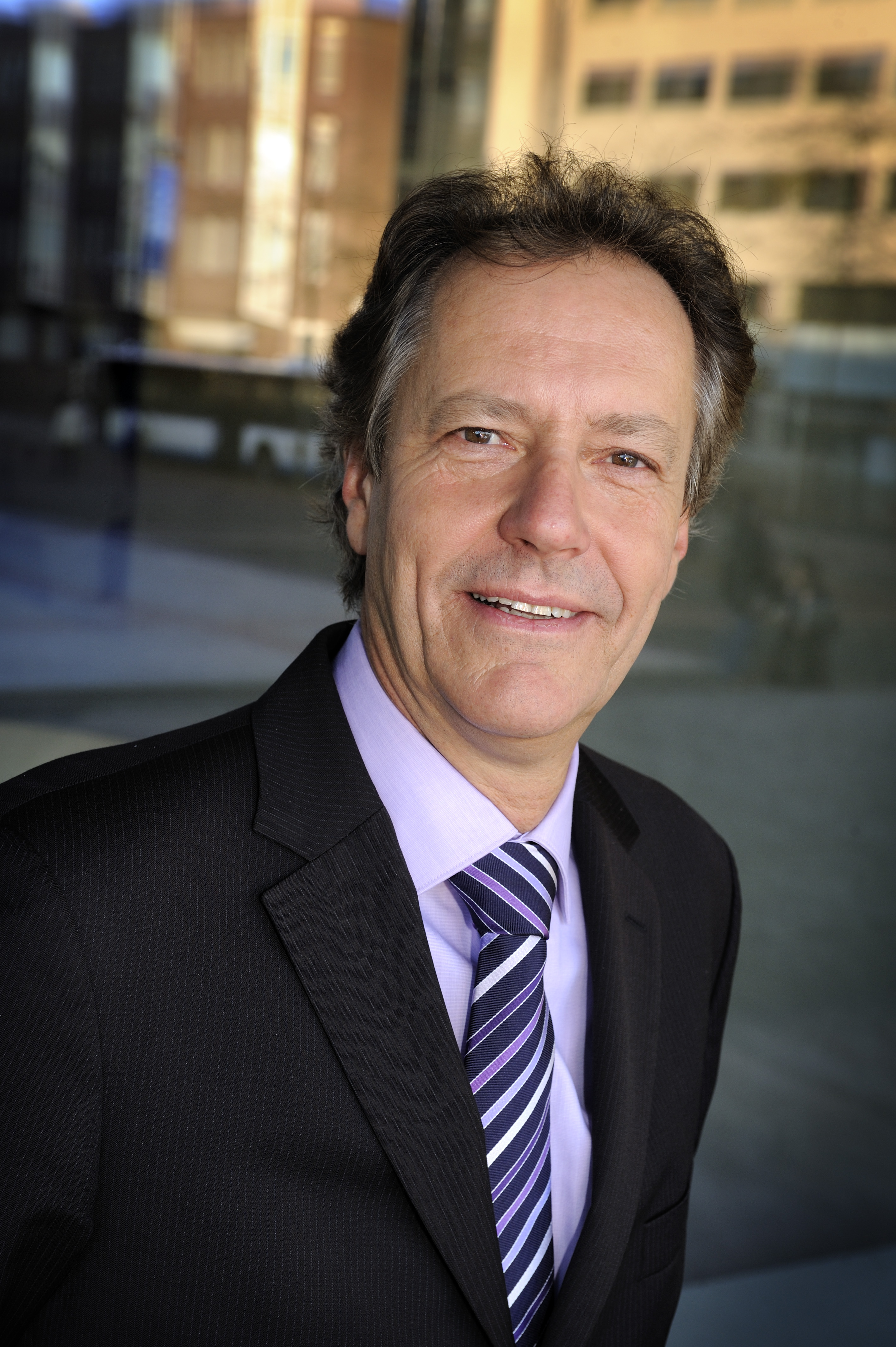
主席 van Gijzel

智慧社区論壇是研究21世紀國際社群經濟與社會發展的智庫。不論工業化國家或開發中國家對於如何建立繁榮、穩定與有文化意義的世界都是一項挑戰，現今世界拜通訊技術所賜不論在工作、投資、知識都在迅速成長。
智慧社区論壇進行研究，整理研討會內容，出版書籍並且每年頒發卓越表現獎項給公、私立部門都是致力於以下任務使命:
- 辨識並解釋新興網路經濟對當地的影響，從世界各地在當地、國家層級或國際規模來看，這都是新的全球新興經濟模式，不論貧富我們都受到網路經濟帶來的挑戰，網路經濟浪潮中與時俱進勝過守舊不變；技術，而非資源才是未來的關鍵；創新而非地點決定競爭優勢。

- 研究並分享社群最佳做法，以面對不斷改變的經濟環境，並為公民帶來經濟繁榮，網路經濟發展沒有唯一最佳方法，每個社群都在她們獨特的歷史與挑戰中找到成功的道路，並解決各自的問題才能執行任務，但是成功的策略也有許多共同的元素，社群之間可以藉由分享、加速開發，從對方的成功或失敗經驗中互相學習。

- 慶祝社群解決新世紀經濟挑戰後達到的成就，全世界的社群都進行了長遠的進展克服長久以來的挑戰，藉由發展策略並執行有效用的程序來實現策略。智慧城市論壇每年都尋找全世界最佳的領導風範，並頒發獎項以慶祝其成就。

## 年度智慧社区論壇得獎名單[6]
- 2019 – 台灣-桃園市
- 2018 - 芬蘭-埃斯波
- 2017 - 澳洲-維多利亞省-墨爾本
- 2016 - 加拿大-魁北克省-蒙特婁
- 2015 - 美國哥倫布
- 2014 – 加拿大-多倫多
- 2013 – 台灣-台中市[7]
- 2012 – 美國-河濱市
- 2011 – 荷蘭-恩荷芬
- 2010 – 南韓-水原市
- 2009 – 瑞典-斯德哥爾摩
- 2008 – 南韓-江南區
- 2007 – 加拿大-滑鐵盧
- 2006 – 台灣-台北市

## 臺灣經驗
台灣在2018年度的智慧社区論壇獎，前七名中囊括三席，是總數高達四百五十座城市的參賽國中最大贏家，包括扶植新創成功與大數據治理，「水情看桃園APP」與「下水道雲端智慧管理系統」皆獲得獎項的桃園市；分析慢性病患血壓、血糖的醫療大數據治理、在人性化數據取得高分的嘉義市；強調智慧城市建設的台南市。

## 外部連結
- 國際智慧社区論壇 首頁 （页面存档备份，存于） （英文）
- Intelligent Waterloo Article （英文）
- 台北市政府資訊局 - 2017智慧城市展「臺北市政府願景館」打造科技未來城 體驗5大展區智慧創新服務 （页面存档备份，存于） （繁體中文）
- 台北市政府資訊局 - 智慧城市建設2007-2014 （页面存档备份，存于） （繁體中文）